# Золотая долина (Новосибирск)

Домик Лаврентьева в долине Зырянки, 1958

Золота́я доли́на — участок долины речки Зырянки в нижнем её течении на окраине Новосибирского Академгородка. Известна как место, с которого начиналось строительство Академгородка.
Приблизительно до 1957 года это место называлось «Волчий лог», так как в то время там действительно водились волки. В 1957 году в долине были сооружены шесть щитовых домиков, в которых жили руководители организации Академгородка, в частности, академик М. А. Лаврентьев. Сейчас в его доме находится музей. Лаврентьев посчитал прежнее название непривлекательным для столичных учёных и предложил его заменить. Название «Золотая долина» предложил Владимир Титов, тогда аспирант, позднее — академик, директор Института гидродинамики СО РАН.
Золотая долина дала название улице Золотодолинской в Академгородке и гостинице «Золотая долина».

## В произведениях искусства

### Упоминания в местном фольклоре
Среди первых жителей Академгородка была популярна песня:

Прощай, Москва, Сибирь кругом,

Живём семьёй единою,

Наш новый дом теперь зовём

Мы «Золотой долиною».

Кругом шумит почти тайга,

Течёт Зырянка реченька…

Кому наука дорога,

В столице делать нечего!

Построят баню нам весной

И выдадут нам валенки,

А там, глядишь, и вступит в строй

Институт гидродинамики…

### В литературе
Золотой Долине посвящена поэма Натальи Притвиц «Долиниана».